# Володін Юрій Васильович
Юрій Васильович Володін (нар. 5 січня 1930, Щербиніно — 25 серпня 2006, Щербиніно) — радянський футболіст, що грав на позиції нападника. Відомий за виступами у низці клубів найвищого радянського дивізіону.

## Клубна кар'єра
Юрій Володін народився в Московській області. Розпочав грати у футбол у дублюючому складі московського «Динамо». У 1951 році Володін перейшов до складу московського клубу ВПС, у складі якого дебютував у найвищому радянському дивізіоні в 1952 році. У 1953—1954 роках Юрій Володін грав у складі ленінградського «Зеніта», в складі якого зіграв 26 матчів у чемпіонаті СРСР, та відзначився 11 забитими м'ячами. У 1955 році знову грав у складі московського «Динамо», у складі якого в 4 проведених матчах чемпіонату відзначився 3 забитими м'ячами. У 1956 році Володін повернувся до Ленінграда, де грав у складі команди вищої ліги «Трудові резерви». У 1957 Юрій Володін став гравцем команди класу «Б» «Хімік» з Дніпродзержинська. Після дворічної перерви у виступах за команди майстрів у 1960 році Юрій Володін грав у складі команди класу «Б» «Спартак» зі Станіслава, після чого остаточно завершив виступи на футбольних полях. Після завершення виступів працював футбольним та хокейним тренером. Помер Юрій Володін у 2006 році у рідному селі Щербиніно.